# 修仁镇
修仁镇，是中华人民共和国广西壮族自治区桂林市荔浦市下辖的一个乡镇级行政单位。

## 歷史
唐長慶元年 (821) 為建陵縣置，屬桂州。
明郭子章《郡縣釋名》 廣西卷： 修仁縣以修仁山為名。
北宋熙寧四年 (1071) 廢縣。元豐元年 (1078) 復置。
南宋屬靜江府。
元屬靜江路。
明屬平樂府。
民國初屬廣西桂林道。1928年直屬廣西省。1951年撤銷併入荔浦縣，改名修仁鎮。

## 行政区划
修仁镇下辖以下地区：
建陵社区、三诰村、横水村、大榕村、念村、平村、福旺村、四育村、木山村和塔石村。

## 參看
- 修仁䱀属